# Dinwiddie County
Dinwiddie County är ett administrativt område i delstaten Virginia, USA, med 28 001 invånare. Den administrativa huvudorten (county seat) är Dinwiddie. Countyt och huvudorten är uppkallade efter Robert Dinwiddie som var guvernör i kolonin Virginia. 

## Geografi
Enligt United States Census Bureau har countyt en total area på 1 313 km². 1 304 km² av den arean är land och 9 km² är vatten.    

### Angränsande countyn
- Nottoway County - väst
- Amelia County - nordväst
- Chesterfield County - nord
- Prince George County - öster
- Greensville County - syd
- Sussex County - sydost
- Brunswick County - sydväst

### Orter
- Dinwiddie (huvudort)
- McKenney